# Popeia fucatus
Popeia fucatus är en ormart som beskrevs av Vogel, David och Pauwels 2004. Popeia fucatus ingår i släktet Popeia och familjen huggormar.> IUCN kategoriserar arten globalt som livskraftig. Inga underarter finns listade i Catalogue of Life.
Enligt Reptile Database är populationen ett synonym till Popeia sabahi/Trimeresurus sabahi.
IUCN godkänner den som art med utbredningsområde på Malackahalvön. Habitatet utgörs av regnskogar och andra skogar.